# Conophytum hians
Conophytum hians es una especie de planta suculenta perteneciente a la familia de las aizoáceas.  Es originaria de Sudáfrica.

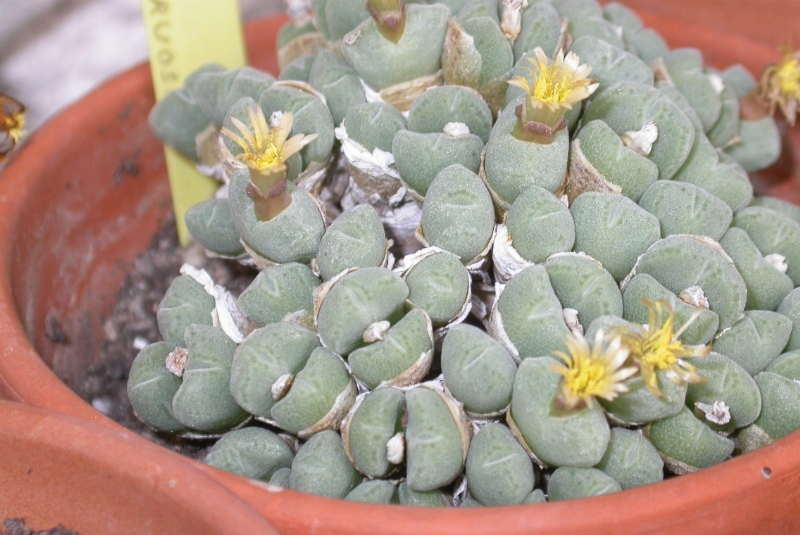
Detalle de planta en flor

## Descripción
Es una pequeña planta suculenta perennifolia de pequeño tamaño que alcanza los 6 cm de altura a una altitud de 130 - 1000 metros en Sudáfrica.
Está formada por pequeños cuerpos carnosos que forman grupos compactos de hojas casi esféricas, soldadas hasta el punto de que sólo una muy pequeña diferencia separan a las dos hojas. En la naturaleza, los grupos de hojas se esconden entre las rocas y en las grietas, que retienen depósitos apreciable de arcilla y arena.

## Taxonomía
Conophytum hians fue descrita por el taxónomo y botánico inglés, Nicholas Edward Brown y publicado en The Gardeners' Chronicle & Agricultural Gazette III, 81: 32, en el año 1927.
Etimología
Conophytum: nombre genérico que deriva de las palabras griegas: κωνος (cono) = "cono" y φυτόν (phyton) = "planta".
hians: epíteto latino 
Sinonimia
- Conophytum hians var. acuminatum L.Bolus (1964)
- Conophytum hirtum Schwantes (1928)
- Conophytum miserum N.E.Br. (1933)
- Conophytum elongatum Schick & Tischer (1927)
- Conophytum parvimarinum L.Bolus (1965)
- Conophytum gothicum Tischer[2][3]